# سكارفال - ذا رويال كومبات
سكارفال - ذا رويال كوميات (بالإنجليزية: Scarfall - the royal combat)‏ هي لعبة فيديو باتل رويال من تطوير ونشر إكس كواد تاك برايفت ليميتيد، صدرت في 25 أكتوبر 2019 وتعمل على أجهزة أندرويد وآي أو إس.
فكرة اللعبة هي الهبوط في جزيرة ما مع 48 شخص، والقتال بواسطة الأسلحة بهدف البقاء على قيد الحياة.
وقد حصلت اللعبة على أزيد من 5 ملايين عملية تنزيل على جوجل بلاي.